# Nelsonia campestris
Nelsonia campestris är en akantusväxtart som beskrevs av Robert Brown. Nelsonia campestris ingår i släktet Nelsonia och familjen akantusväxter. Inga underarter finns listade i Catalogue of Life.